# 1688年寬容法令
《1688年宽容法令》（英語：Toleration Act 1688）是一項由英格兰议会制定的法令，于1689年5月24日获得御准。这部由18条条文组成的法令在很大程度上允许了宗教自由。除罗马天主教徒和无神论者外，其它非国教教徒只要同意这18条条文或者对国王进行效忠，即可免受法律处罚。该法令在英国持续了较长的时间。在18世纪晚期和19世纪出现了一些微调，但基本上保持了原型。

## 背景
1688年，英国爆发光荣革命，威廉三世率领他的船队登陆英格兰。民众经过短暂犹豫后，陆续加入威廉三世的阵营。英格兰国王詹姆斯二世拒绝召集议会进行和解。同年12月11日，詹姆斯二世从王宫出逃，准备流亡法国。12月22日，詹姆斯二世趁看管的荷兰军队不注意逃走，从此离开英国。 詹姆斯二世的出逃使英国陷入了无政府状态。为了稳定国家秩序，议会在1689年初召开会议，最终于2月13日通过《权利法案》，解决了王位继承问题且限制了王权。随后，议会就宗教问题展开讨论。 在此之前，英国对非国教教徒进行严重的打压。根据1164年《克拉伦敦法典》中的迫害性条款，新教徒举行宗教仪式一经发现，就会被抓进监狱。这个法典在1687年曾被詹姆斯二世废除，但是随着其流亡，英格兰民众对是否恢复该法典持不同态度。1689年5月，一位议会中的托利党代表拟定了《宽容法令》。由于此前提倡对非国教者宽容的多是辉格党，这份法令被两党一致接受。

## 主要内容
英格兰非国教的教士获得一定的宗教自由，主要包括
- 免除过往法律曾经实施的处罚
- 涉及正在被起诉的宗教案件无效
- 不再强求去教会
- 可以参加非国教徒自己举行的公开集会
- 个人财产受保护
- 减轻行政处罚
- 获得国家的救济
- 有权担任部分国家官吏，如警官、教区委员等[3]

## 意义

### 积极意义
《宽容法令》大体上解决了英格兰的宗教矛盾，充分体现了宽容与妥协的精神。虽然仍然保留了国教的主体地位，但是非国教者也获得了合法权利。在此以后，非国教者基本上不再受到迫害。宽容与和平的思想逐渐成为主流，有利于解决英国内部的教派争执，同时也对促进英国的社会稳定产生了促进作用。

### 消极意义
《宽容法令》没有给予罗马天主教徒以及无神论者合法权利。在接下来一段时间里，迫害罗马天主教徒和无神论者的行动还是时有发生的，不过也在逐渐减少。此外，宗教上的宽容引起了苏格兰和爱尔兰教会的强烈不满，加深了英格兰与其之间的矛盾，这直接引发了随后数十年的在苏格兰和爱尔兰激烈内战。

## 发展
《宽容法令》自签署后在接下来近100年中完全维持了下来。1772年和1774年两度试图被修改均告失败。1779年在信仰上作出了修改，但是财产等方面未作修改。1888年，议会修改了第5、8、15、18这四个条款。 整部《宽容法令》由《1969年废除法令》废除。